# O Gud, dig vare lov och pris
O Gud, Dig vare lov och pris är en gammal morgonpsalm med 20 verser. Texten är tillskriven Haquin Spegel från 1682 med viss tvekan enligt 1937 års psalmbok, och bearbetad av Johan Olof Wallin 1816.
Psalmen inleds 1695 med orden:
O Gudh! Tig Ware lof och prijs
At tu haar som en HErre wijs
Enligt 1697 års koralbok används melodin också till psalmen Se, Jesus är ett tröstrikt namn (nr 143) och Lof ske tigh, Gudh, för thenna dagh (nr 372). Melodin är från Strassburg och daterad till 1545.

## Publicerad som
- Nr 357 i 1695 års psalmbok under rubriken "Morgon-Psalmer".
- Nr 427 i 1819 års psalmbok under rubriken "Med avseende på särskilda personer, tider och omständigheter: Morgon och afton: Morgonpsalmer".
- Nr 427 i 1937 års psalmbok under rubriken "Morgon".